# Gissa låten
Gissa låten! (em português: Adivinhe a Canção!) foi um programa de entretenimento sueco transmitido pela SVT de 24 de setembro a 15 de outubro de 2016, aos sábados. O apresentador foi Ola Selmén.
No programa participaram músicos e celebridades suecos. Os mesmos tentavam adivinhar diversas perguntas perguntas sobre músicas e títulos de músicas colocadas por um DJ. Mesmo os telespectadores em casa podiam participar, com uma aplicação.

## Programa
Duas equipas competiram uma contra o outra, a cada programa. Os capitães ou líderes da equipa eram Claes Malmberg e Hanna Hedlund .
| # | Data                   | Participantes | Audiências          |
| - | ---------------------- | --- | ------------------- |
| 1 | 24 de setembro de 2016 | Claes Malmberg, Babsan e Anna Livro. Hanna Hedlund, Farzad Farzaneh e Rickard Söderberg.                          | 908 000 espetadores |
| 2 | 1 de outubro de 2016   | Claes Malmberg, Barbro "Lill-Babs" Svensson e Jessica Andersson. Hanna Hedlund, Doreen Månsson e Magnus Carlsson. | 700 000 espetadores |
| 3 | 8 de outubro de 2016   | Claes Malmberg, Elisabet Höglund e Emma Knyckare. Hanna Hedlund, Lars Ohly , e Anton Hysén.                       | 814 000 espetadores |
| 4 | 15 de outubro de 2016  | Claes Malmberg, Sven Melander , e Clara Henry Hanna Hedlund, Babben Larsson e Sean Banan.                         | 710 000 espetadores |

## Versões internacionais
| País     | Nome            | Nome                  | Apresentador                          | Canal | Estreia               | Último programa | Ref.  |
| País     | Original        | Tradução em português | Apresentador                          | Canal | Estreia               | Último programa | Ref.  |
| -------- | --------------- | --------------------- | ------------------------------------- | ----- | --------------------- | --------------- | ----- |
| Portugal | Agarra a Música | -                     | Cláudia Vieira e João Paulo Rodrigues | SIC   | 15 de janeiro de 2017 | -               | [ 3 ] |